# Ludo Moritz Hartmann
Ludo Moritz Hartmann, född 2 mars 1865 i Stuttgart, död 14 november 1924 i Wien, var en tysk historiker och politiker; son till Moritz Hartmann.
Hartmann blev 1889 filosofie doktor vid Wiens universitet, var 1898–1920 sekreterare vid där anordnade populärvetenskapliga universitetskurser och blev 1918  e.o. professor i äldre medeltidshistoria vid Wiens universitet. Han var efter revolutionen i Österrike 1918–19 österrikiskt sändebud i Berlin och som sådan ivrigt, men resultatlöst verksam för republiken Österrikes anslutning till Tyska riket. Han var (socialdemokratisk) ledamot av österrikiska förbundsrådet. 
Bland Hartmanns skrifter märks Geschichte Italiens im Mittelalter (fyra band, 1897–1915), Der Untergang der antiken Welt (1903; andra upplagan 1910), Zur Wirtschaftsgeschichte Italiens im frühen Mittelalter (1904), Theodor Mommsen (1908) och Großdeutsch oder kleindeutsch (1921). Han utgav en populär "Weltgeschichte" (1919 ff.) och facktidskriften "Vierteljahrschrift für Sozial- und Wirtschaftsgeschichte".